# Klon cukrowy

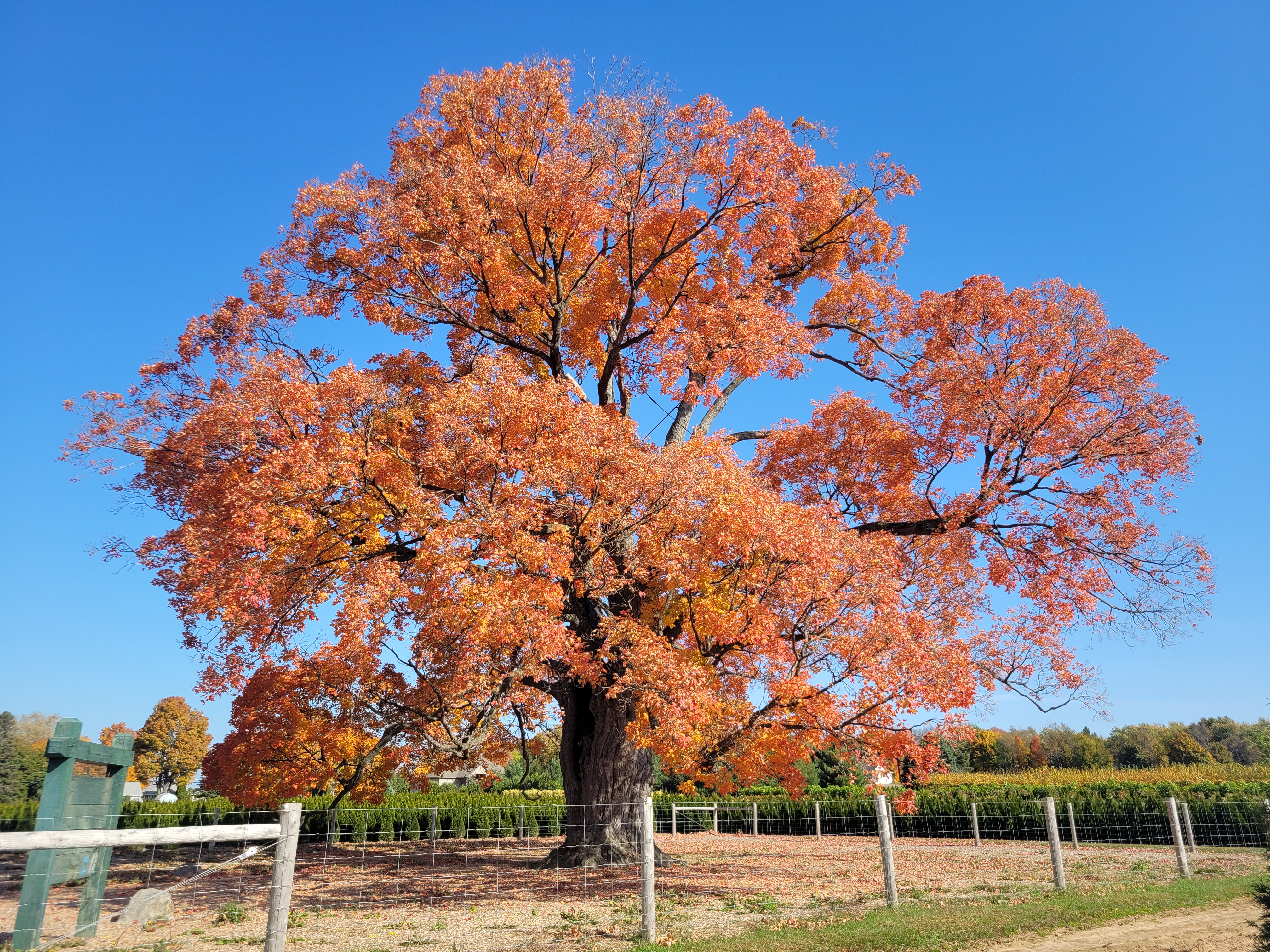
Klon cukrowy, Pelham (Kanada)

Klon cukrowy (Acer saccharum Marsh.) – gatunek drzewa z rodziny mydleńcowatych (Sapindaceae). W obrębie rodzaju sklasyfikowany do sekcji Acer i serii Saccharodendron. Występuje pospolicie w lasach wschodniej Ameryki Północnej, gdzie jest jednym z najważniejszych drzew w gospodarce leśnej. W Polsce rzadko sadzony.

## Morfologia
PokrójDrzewo w naturalnych warunkach ma zazwyczaj 25–35 m wysokości.
Liście3 – 5 klapowe, szerokie na 8–15 cm jesienią przebarwiające się na czerwono i pomarańczowo. Są podobne do liści klonu zwyczajnego, ale spodem sine.
KwiatyRozdzielnopłciowe, zebrane w zwisłe kwiatostany, długoszypułkowe. Mają 5-dzielny kielich, nie posiadają korony. Kwiaty męskie mają po 6 pręcików, żeńskie po 1 słupku z długimi znamionami.
OwocPo dwa złączone ze sobą, oskrzydlone orzeszki.

## Zastosowanie
- Klony cukrowe dostarczają dużych ilości bardzo cennego drewna. Jest ono białe z rdzawym odcieniem, wykorzystywane jest w meblarstwie, tokarstwie, wytwarza się z niego instrumenty muzyczne, parkiety, sklejki, deskorolki.
- Pozyskuje się z nich również syrop klonowy.